# Кнориди
Кнориди (пол. Knorydy) — село в Польщі, у гміні Більськ-Підляський Більського повіту Підляського воєводства. Населення — 261 особа (2011).

## Історія
Вперше згадуються 1512 року. Належали Сопігам. У 1880-х роках в селі відкрита церковна школа грамоти.
У 1975—1998 роках село належало до Білостоцького воєводства.

## Демографія
Демографічна структура станом на 31 березня 2011 року:
|          | Загалом | Допрацездатний вік | Працездатний вік | Постпрацездатний вік |
| -------- | ------- | ------------------ | ---------------- | -------------------- |
| Чоловіки | 142     | 23                 | 77               | 42                   |
| Жінки    | 119     | 15                 | 47               | 57                   |
| Разом    | 261     | 38                 | 124              | 99                   |

## Релігія
Село має дві каплиці — каплицю Святого Юрія на цвинтарі та на криниці поблизу села.